# Hansa-Brandenburg G.I
L'Hansa-Brandenburg G.I era un bombardiere bimotore biplano progettato dall'azienda tedesco imperiale Hansa und Brandenburgischen Flugzeugwerke GmbH e prodotto, dalla stessa e dall'austro-ungarica Ungarische Flugzeugfabrik AG (Ufag), negli anni dieci del XX secolo.
Venne utilizzato dal k.u.k. Luftfahrtruppen, l'aeronautica militare austro-ungarica, durante la prima guerra mondiale.

## Storia

### Sviluppo
Alla fine del 1915 Ernst Heinkel, allora direttore dell'ufficio tecnico della Hansa und Brandenburgische Flugzeug-Werke, decise di sviluppare il progetto di un nuovo velivolo da bombardamento da proporre alla Idflieg per l'approvazione al fine di ricavarne un contratto di fornitura. Il progetto, un velivolo dalla costruzione convenzionale con struttura in legno ricoperta da pannelli in compensato per la fusoliera e in tela per le ali, si concretizzò in un prototipo che ricevette la designazione aziendale GF e portato in volo nei primi mesi del 1916. La fusoliera presentava due abitacoli aperti, quello posteriore con un taglio ovale di grandi dimensioni destinato al pilota ed al mitragliere di coda ed uno circolare sul naso dove sedeva il puntatore-mitragliere. Caratteristica peculiare del progetto invece fu la collocazione dei due motori, lasciati a vista e fissati ai longheroni della fusoliera tramite una coppia di lunghi castelli tubolari, soluzione che si rivelò però negativa in quanto, oltre ad essere ingombrante ed aumentare la massa del modello, le vibrazioni venivano direttamente trasmesse alla cellula.
In quel periodo i vertici della kaiserliche und königliche Luftfahrtruppen, che già avevano stabilito un contatto con Heinkel per altri progetti acquistando la licenza di produzione del ricognitore armato C.I, erano alla ricerca di nuovi modelli da bombardamento per equipaggiare i propri reparti e si interessarono al progetto.
Venne quindi stipulato un accordo commerciale per la fornitura di 48 esemplari ed acquistata la licenza di produzione, affidandola alla Ungarische Flugzeugfabrik di Budapest, che avrebbe realizzato altre 24 unità. In seguito però l'ordine venne ridotto a 39 apparecchi, dei quali solo 12 vennero assemblati in Ungheria.
I modelli prodotti differivano tra di loro sia nell'aspetto, alcuni esemplari ebbero una fusoliera con il naso a punta invece che arrotondato, che nell'impianto motore, dove alle volte venivano coperti da cofanature metalliche.

### Impiego operativo
Il primo lotto di sei esemplari vennero consegnati ai reparti nel marzo 1917 ed utilizzati per missioni di bombardamento sul fronte italiano, ma nel giro di poco tempo vennero messi tutti a terra a causa di una disputa contrattuale tra il produttore e gli arsenali di volo Flars in seguito a danni di trasporto.

## Varianti
G.I
versione bombardiere medio avviata alla produzione in serie.
G.IK
variante cannoniera volante, conversione di un esemplare di serie.

## Utilizzatori
Austria-Ungheria
- k.u.k. Luftfahrtruppen
  - Flik 101/G
  - Flik 102/G
  - Flik 103/G
  - Flek 22